# 500 miles d'Indianapolis 1933

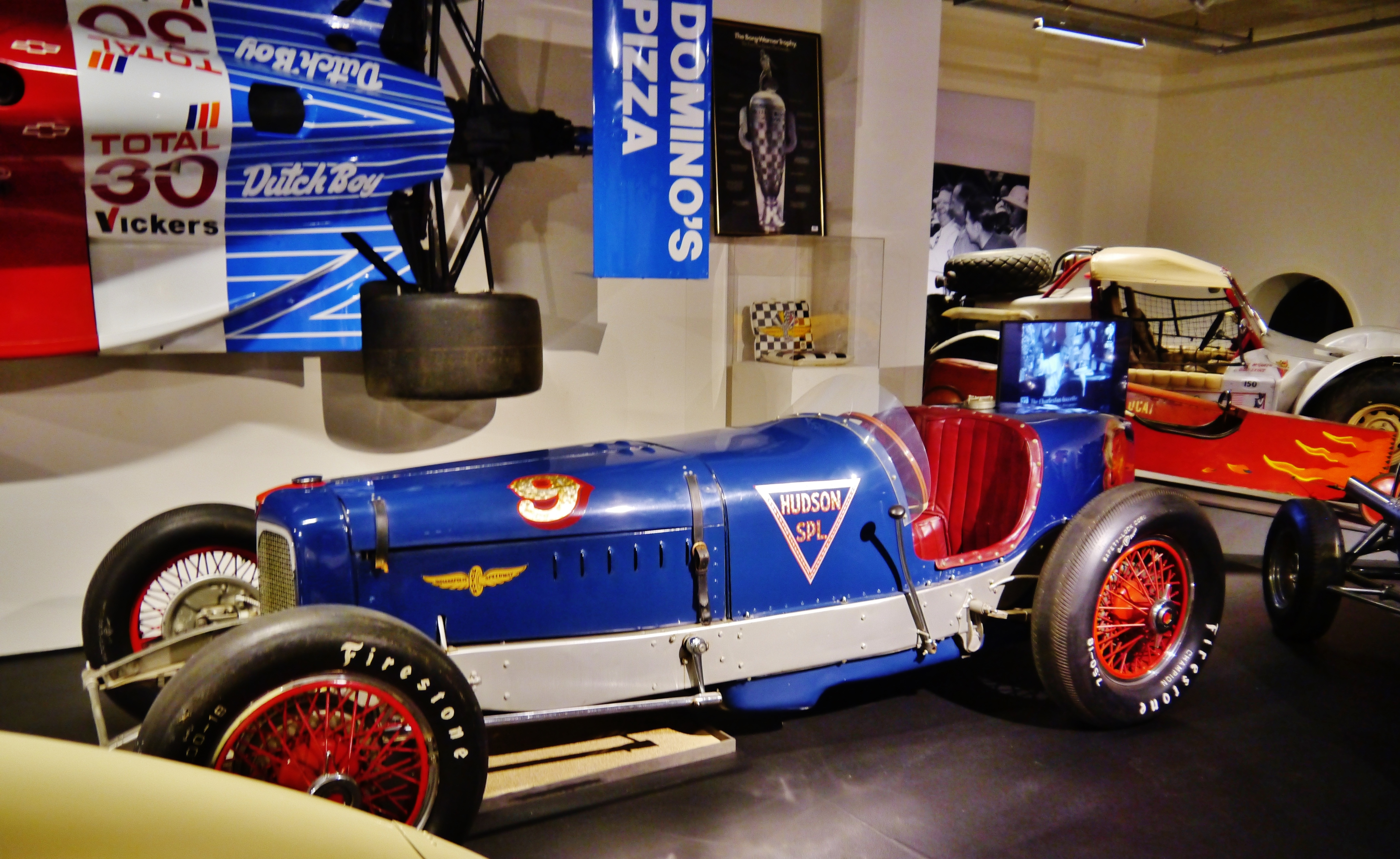
L'une des voiture hudson ayant participé au 500 miles d'indianapolis en 1933

Les 500 miles d'Indianapolis 1933, courus sur l'Indianapolis Motor Speedway et organisés le mardi 30 mai 1933, ont été remportés par le pilote américain Louis Meyer sur une Miller (en).

## Grille de départ
| Ligne | Intérieur            | Centre           | Extérieur         |
| 1     | Bill Cummings        | Frank Brisko     | Fred Frame        |
| 2     | Lou Moore            | Ernie Triplett   | Louis Meyer       |
| 3     | Lester Spangler (en) | Ira Hall         | Cliff Bergere     |
| 4     | Stubby Stubblefield  | Peter Kreis (en) | Tony Gulotta (en) |
| 5     | Shorty Cantlon       | Deacon Litz      | Cher Gardner      |
| 6     | Zeke Meyer           | Russ Snowberger  | Lora Corum (en)   |
| 7     | Bennett Hill         | Luther Johnson   | Louis Schneider   |
| 8     | Mark Billman         | Wilbur Shaw      | Al Miller         |
| 9     | Kelly Petillo        | Wesley Crawford  | Raúl Riganti      |
| 10    | Gene Haustein        | Babe Stapp       | Malcolm Fox       |
| 11    | Joe Russo (en)       | Chet Miller      | Paul Bost         |
| 12    | Johnny Sawyer        | Freddy Winnai    | Dave Evans        |
| 13    | Ray Campbell         | Zick Decker      | Doc MacKenzie     |
| 14    | Willard Prentiss     | Ralph Hepburn    | Mauri Rose        |

La pole a été réalisée par Bill Cummings à la moyenne de 190,756 km/h.

## Classement final
| no | Pilote               | Voiture               | Tours | Temps/Abandon   |
| 1  | Louis Meyer          | Miller                | 200   |                 |
| 2  | Wilbur Shaw          | Stevens-Miller        | 200   |                 |
| 3  | Lou Moore            | Duesenberg-Miller     | 200   |                 |
| 4  | Chet Gardner         | Stevens-Miller        | 200   |                 |
| 5  | Stubby Stubblefield  | Rigling-Buick         | 200   |                 |
| 6  | Dave Evans           | Rigling-Studebaker    | 200   |                 |
| 7  | Tony Gulotta (en)    | Rigling-Studebaker    | 200   |                 |
| 8  | Russ Snowberger      | Snowberger-Studebaker | 200   |                 |
| 9  | Zeke Meyer           | Rigling-Studebaker    | 200   |                 |
| 10 | Luther Johnson       | Rigling-Studebaker    | 200   |                 |
| 11 | Cliff Bergere        | Rigling-Studebaker    | 200   |                 |
| 12 | Lora Corum (en)      | Rigling-Studebaker    | 200   |                 |
| 13 | Willard Prentiss     | Rigling-Duesenberg    | 200   |                 |
| 14 | Raúl Riganti         | Chrysler              | 200   |                 |
| 15 | Gene Haustein        | Hudson                | 197   |                 |
| 16 | Deacon Litz          | Miller                | 197   |                 |
| 17 | Joe Russo (en)       | Duesenberg            | 192   |                 |
| 18 | Doc MacKenzie        | Duesenberg-Studebaker | 192   | mécanique       |
| 19 | Kelly Petillo        | Smith-Miller          | 168   | mécanique       |
| 20 | Chet Miller          | Hudson                | 163   | mécanique       |
| 21 | Al Miller            | Hudson                | 161   | mécanique       |
| 22 | Bennett Hill         | Cooper                | 158   | mécanique       |
| 23 | Babe Stapp           | Miller                | 156   | panne d'essence |
| 24 | Wesley Crawford      | Stevens-Miller        | 147   | accident        |
| 25 | Bill Cummings        | Miller                | 136   | radiateur       |
| 26 | Lester Spangler (en) | Miller                | 132   | accident        |
| 27 | Freddy Winnai        | Duesenberg            | 125   | moteur          |
| 28 | Malcolm Fox          | Studebaker            | 121   | accident        |
| 29 | Fred Frame           | Wetteroth-Miller      | 85    | moteur          |
| 30 | Mark Billman         | Duesenberg            | 80    | accident        |
| 31 | Johnny Sawyer        | Miller                | 77    | embrayage       |
| 32 | Peter Kreis (en)     | Summers-Miller        | 63    | mécanique       |
| 33 | Ernie Triplett       | Weil-Miller           | 61    | moteur          |
| 34 | Shorty Cantlon       | Stevens-Miller        | 50    | mécanique       |
| 35 | Mauri Rose           | Stevens-Miller        | 48    | mécanique       |
| 36 | Frank Brisko         | Miller                | 47    | surchauffe      |
| 37 | Ira Hall             | Stevens-Duesenberg    | 37    | moteur          |
| 38 | Ralph Hepburn        | Cooper                | 33    | mécanique       |
| 39 | Ray Campbell         | Hudson                | 24    | fuite d'huile   |
| 40 | Paul Bost            | Duesenberg-Miller     | 13    | fuite d'huile   |
| 41 | Rick Decker          | Miller                | 13    | mécanique       |
| 42 | Louis Schneider      | Stevens-Miller        | 1     | mécanique       |

## Sources
- (en) Résultats complets sur le site officiel de l'Indy 500